# Роберто Галья
Роберто Галья (італ. Roberto Galia, нар. 16 березня 1963, Трапані) — італійський футболіст, що грав на позиції захисника. По завершенні ігрової кар'єри — футбольний тренер. 
Виступав, зокрема, за «Сампдорію» та «Ювентус», а також національну збірну Італії.

## Клубна кар'єра
Народився 16 березня 1963 року в місті Трапані. Вихованець футбольної школи клубу «Комо». 
За першу команду дебютував 10 травня 1981 року в домашньому програному матчі «Наполі» (0:1). Через матч, в останньому турі Серії А Галья забив вирішальний гол у матчі проти «Болоньї» , який приніс його команді перемогу 2:1 і врятував клуб від вильоту, проте в наступному сезоні клуб зайняв останнє місце і таки вилетів у Серію В, де Галья провів ще один сезон.
У 1983 році захисник перейшов до клубу «Сампдорія», з яким виборов титул володаря Кубка Італії, після чого з 1986 року два сезони провів у «Вероні».
Своєю грою за останню команду Галья привернув увагу представників тренерського штабу «Ювентуса», до складу якого приєднався влітку 1988 року. Відіграв за «стару сеньйору» наступні шість сезонів своєї ігрової кар'єри, протягом яких виграв ще один Кубок Італії в 1990 році, забивши переможний гол у другому заключному матчі проти «Мілана», і два Кубка УЄФА, причому в першому з них, в 1990 році проти «Фіорентини», Роберто також забив гол в першій фінальній зустрічі (3:1).
Після цього Галья перейшов в «Асколі» з Серії Б, але пробув в клубі лише до листапада і незабаром повернувся в рідне «Комо», кольори якого захищав до припинення виступів на професійному рівні у 1997 році. В останній рік виграв з командою Кубок Італії Серії С

## Виступи за збірні
Протягом 1982—1984 років залучався до складу молодіжної збірної Італії, разом з якою став півфіналістом молодіжного Євро-1984. На молодіжному рівні зіграв у 12 офіційних матчах.
1988 року захищав кольори олімпійської збірної Італії на Олімпійських іграх 1988 року у Сеулі, де команда дійшла до півфіналу, зайнявши четверте місце.
В травні 1992 року поїхав у складі національної збірної Італії на турнір в США, на якому зіграв 3 матчі — проти Португалії, Ірландії і господарів США. Більше за національну збірну не грав.

## Кар'єра тренера
Розпочав тренерську кар'єру, повернувшись до футболу після невеликої перерви, 2001 року, увійшовши до тренерського штабу клубу «Комо», працюючи асистентом Лоріса Домініссіні та Еудженіо Фашетті. З ними команда вийшла до Серії А, після чого вилетіла назад в Серію B за підсумками сезону 2002/03. У другому дивізіоні справи у команди справи також йшли ненайкращим чином і після звільнення Фашетті Галья керував командою команду в останніх восьми іграх сезону 2003/04, але не врятував від вильоту в Серію С1.
Після цього у 2004–2006 роках тренував «К'яссо» з другого за рівнем дивізіону Швейцарії.
З кінця лютого по червень 2007 року він тренував «Про Верчеллі» з Серії C2, а з грудня того ж року очолив клуб «Турате» з Серії D, де пропрацював лише до наступного року. Також працював з аматорським клубом «Атлетіко Ерба». Також був технічним менеджером  футбольної школи «Ювентуса» в «Кольяте». 
В травні 2012 року повернувся в рідне «Комо», працюючи на адміністративних посадах. У липні 2015 року він був призначений тренером молодіжної команди «Комо» в парі з Андреа Ардіто.
| Дата      | Місто                    | Господарі | Результат | Гості      | Турнір   | Голи | Примітки |
| --------- | ------------------------ | --------- | --------- | ---------- | -------- | ---- | -------- |
| 31-5-1992 | Нью-Гейвен (Коннектикут) | Італія    | 0 – 0     | Португалія | U.S. Cup | -    | 77'      |
| 4-6-1992  | Бостон                   | Італія    | 2 – 0     | Ірландія   | U.S. Cup | -    |          |
| 7-6-1992  | Чикаго                   | США       | 1 – 1     | Італія     | U.S. Cup | -    | 65'      |
| Усього    |                          | Матчів    | 3         |            | Голів    | 0    |          |

## Титули і досягнення
- Володар Кубка Італії (2):

«Сампдорія»: 1984–85
«Ювентус»: 1989–90
- Володар Кубка УЄФА (2):

«Ювентус»: 1989–90, 1992–93